# Wirtschaftsdünger

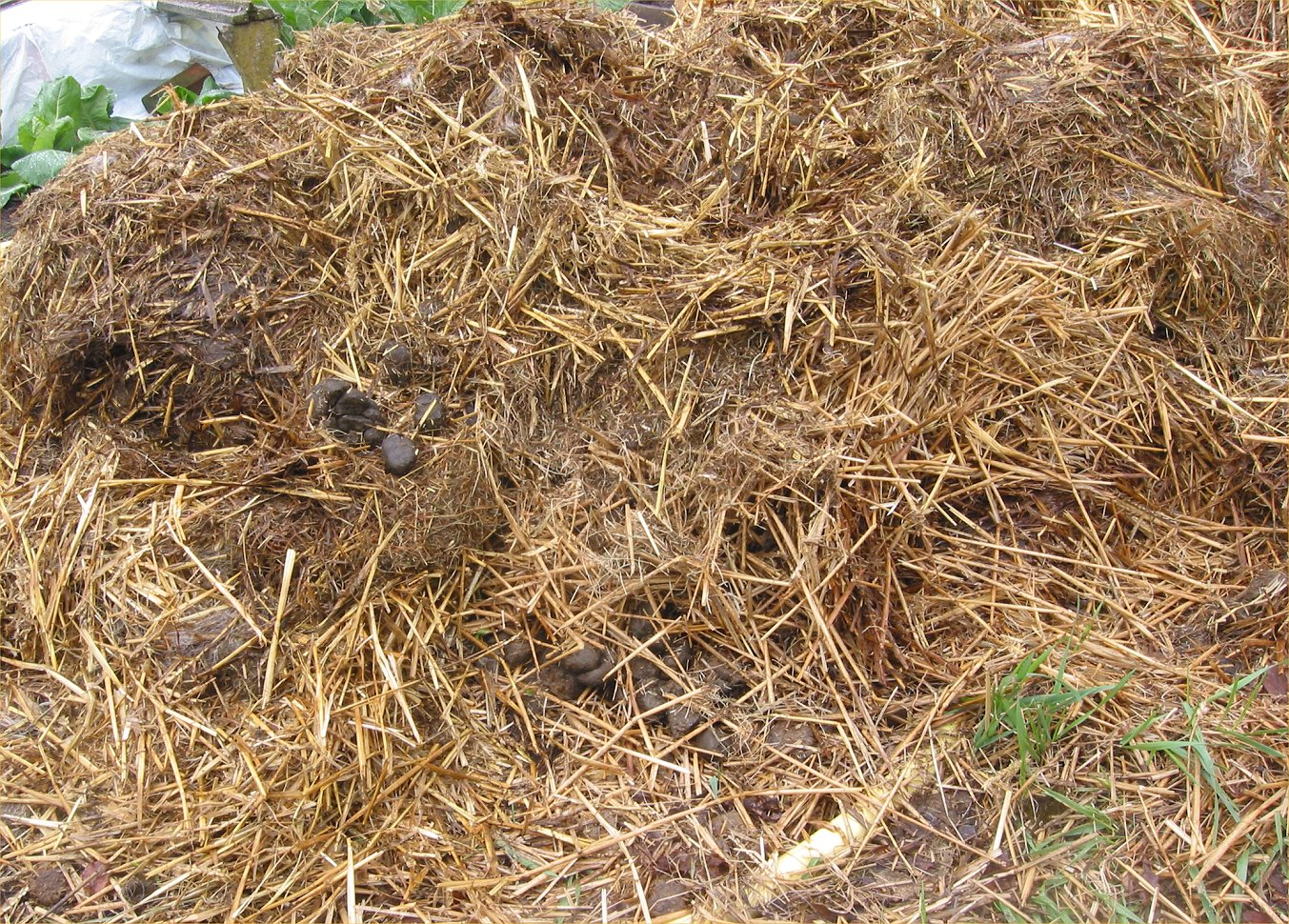
Festmist aus Stroh und Pferdeäpfeln

Als Wirtschaftsdünger, auch wirtschaftseigener Dünger oder Hofdünger, werden organische Substanzen bezeichnet, die in der Land- und Forstwirtschaft anfallen und zur Düngung eingesetzt werden.

## Arten
Wirtschaftsdünger tierischer Herkunft sind vor allem Gülle, Jauche und Mist. Zu den pflanzlichen Substanzen zählen unter anderem Stroh, das nach der Getreideernte in den Boden eingearbeitet wird, Futterreste, Rindenmulch und sonstige Pflanzenrückstände. Gärrest aus der Biogaserzeugung zählt ebenso zu den Wirtschaftsdüngern.

## Bedeutung
Jahrhundertelang war der Stallmist die Grundlage der Nährstoffergänzung und der Erhaltung der Bodenfruchtbarkeit. Die Bedeutung veränderte sich mit dem Fortschritt der Technik und der Naturwissenschaften, das heißt die Umstellung von Fest- auf Flüssigmistverfahren und dem zunehmenden Einsatz von Mineraldüngern.
Eine Bedeutung der organischen Dünger liegt in der Rückführung organischer Substanz in den Boden als Nahrung für die Bodenlebewesen und als Ausgangsstoff für die Humusbildung. Außerdem werden dem Boden mit dem Wirtschaftsdünger wichtige Pflanzennährstoffe zugeführt. Alle Wirtschaftsdünger gelten als Mehrnährstoffdünger. Der Nährstoffgehalt von Wirtschaftsdüngern gewinnt mit steigenden Preisen für mineralische Düngemittel an Bedeutung. Die Ergebnisse von Nährstoffanalysen (z. B. Gülleanalysen und Bodenuntersuchungen) bieten wichtige Informationen für die optimale Ausnutzung der Düngewirkung und den umweltschonenden Einsatz von Wirtschaftsdüngern.

## Stickstoffwirkung
Der Stickstoffgehalt der organischen Dünger setzt sich aus einem schnell verfügbaren mineralischen Teil (im Wesentlichen Ammonium - NH4-N) und einem langsamer verfügbaren organisch gebundenen Teil zusammen. Die jeweiligen Anteile sind bei den organischen Düngern unterschiedlich.
Die Verfügbarkeit des organisch gebundenen Stickstoffs folgt allgemein der Reihe: Klärschlamm > Gülle > Stallmist > Kompost.
Neben den Hauptnährstoffen N, P, K weisen die organischen Dünger auch erhebliche Mengen an Ca, Mg und Spurennährstoffen auf.

## Rechtliche Einordnung
Wirtschaftsdünger gelten als Düngemittel und unterliegen damit düngemittelrechtlichen Vorgaben. Werden sie auf dem eigenen landwirtschaftlichen Betrieb eingesetzt, sind in Deutschland die Vorgaben der Düngeverordnung einzuhalten mit Regelungen unter anderem zu Ausbringungsmengen und -zeiten. Die Düngemittelverordnung verlangt unter anderem eine Deklaration der Nährstoffgehalte und greift, wenn Wirtschaftsdünger an andere Betriebe abgegeben werden. Darüber hinaus ist die Verordnung über das Inverkehrbringen und Befördern von Wirtschaftsdünger zu beachten.

## Probleme
Wirtschaftsdünger können große Mengen an Schwermetallen enthalten. Besonders Zink und Kupfer, welche als Futtermittelzusatzstoffe eingesetzt werden, können sich auf intensiv genutzten Flächen anreichern. Die beiden Metalle kommen in der Schweinegülle in deutlich höheren Mengen vor als in Rindergülle.